# Altınordu Futbol Kulübü
El Altinordu Futbol Kulübü es un equipo de fútbol de Turquía. y A partir de la temporada 2023-24 jugara en la TFF Segunda División, tercera división del país.
Fue fundado en el año 1923 en la ciudad de Esmirna.

## Estadio

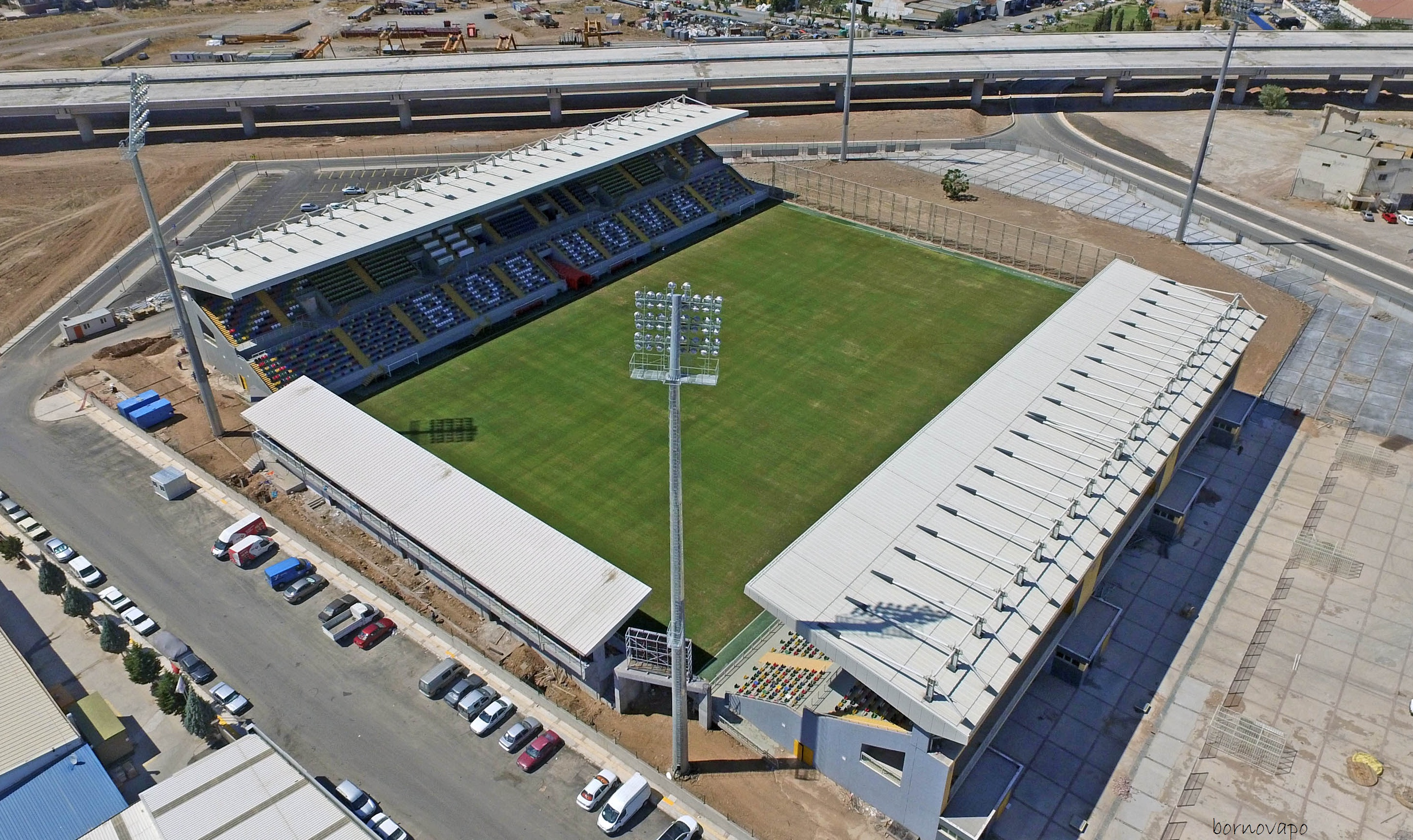
Estadio Bornova Aziz Kocaoğlu.

Su estadio es el Estadio Bornova Aziz Kocaoğlu.

## Jugadores

### Altas y bajas 2023-24 (verano)
Altas 
| Jugador | Nacionalidad | Posición | Procedencia  | Tipo | Precio |
| ------- | ------------ | -------- | ------------ | ---- | ------ |
|         | Bandera de ? |          | Bandera de ? |      |        |

Bajas 
| Jugador  | Nacionalidad       | Posición | Destino    | Tipo     | Precio |
| -------- | ------------------ | -------- | ---------- | -------- | ------ |
| Ali Dere | Bandera de Turquía | Defensa  | Göztepe SK | Traspaso | Libre  |